# A Repartição do Tempo
A Repartição do Tempo é um filme brasileiro de comédia e ficção científica que marca a estreia em longa-metragem do diretor Santiago Dellape e do roteirista Davi Mattos.
O filme estreou no dia 24/09/2016 no 49º Festival de Brasília do Cinema Brasileiro, onde recebeu o Troféu Câmara Legislativa de Melhor Ator (Edu Moraes), Direção de Arte (Andrey Hermuche) e Montagem (Marcius Barbieri e Santiago Dellape).
A estreia internacional foi no 37º Fantasporto, em Portugal, em fevereiro do ano seguinte, rendendo ao filme Menção Especial do Júri. O longa foi selecionado ainda para importantes festivais do circuito internacional de cinema fantástico como 21º Bifan (Coréia do Sul), 13º Grossmann (Eslováquia), 13º Fantaspoa e a primeira edição do Rio Fantastik Festival, onde recebeu o prêmio de Melhor Diretor.
O trailer do filme foi exibido com exclusividade na terceira edição da CCXP, em dezembro de 2016, em um painel da distribuidora O2 Play com a presença do diretor, do ator Dedé Santana e das atrizes Bianca Müller e Yasmim Sant’anna.
No Brasil o filme foi exibido na 40ª Mostra Internacional de Cinema de Cinema de São Paulo, 20ª Mostra Tiradentes, e 12º Encontro Nacional de Cinema e Vídeo dos Sertões, onde recebeu quatro prêmios (Melhor Filme do Júri Popular, Roteiro, Direção de Arte e Direção de Fotografia).
A Repartição do Tempo estreou nos cinemas brasileiros no dia 01/02/2018 e foi bem recebido pela crítica, tendo obtido menções positivas na Folha de S. Paulo, Adoro Cinema, Estadão, O Globo, Observatório do Cinema, Papo de Cinema, Cine Resenhas, entre outros.
Atualmente o filme está disponível no catálogo do Google Play, iTunes, Now e Looke e na programação do Canal Brasil e Telecine. Para residentes nos EUA, o filme está disponível na plataforma Hoopla.
O título original do filme (Licença-Prêmio) foi trocado após testes de audiência em Brasília e São Paulo.

## Sinopse
Num rincão esquecido da vasta burocracia brasileira, um chefe psicótico usa uma máquina do tempo para duplicar seus funcionários e aumentar a produtividade do departamento.

## Críticas
- Adoro Cinema
- Cine Resenhas
- Estadão
- Folha de S. Paulo
- O Globo
- Observatório do Cinema
- Papo de Cinema
- Vertentes do Cinema

## Onde assistir
- Google Play
- iTunes
- Now
- Looke
- Canal Brasil
- Telecine Fun
- Hoopla (residentes nos Estados Unidos)